# New Haven (Missouri)
New Haven és una població dels Estats Units a l'estat de Missouri. Segons el cens del 2000 tenia 1.867 habitants.

## Demografia
Segons el cens del 2000, New Haven tenia 1.867 habitants, 707 habitatges, i 485 famílies. La densitat de població era de 252,9 habitants per km².
Dels 707 habitatges en un 35,4% hi vivien nens de menys de 18 anys, en un 56% hi vivien parelles casades, en un 8,9% dones solteres, i en un 31,3% no eren unitats familiars. En el 28,6% dels habitatges hi vivien persones soles el 13,9% de les quals corresponia a persones de 65 anys o més que vivien soles. El nombre mitjà de persones vivint en cada habitatge era de 2,54 i el nombre mitjà de persones que vivien en cada família era de 3,13.
Per edats la població es repartia de la següent manera: un 27,3% tenia menys de 18 anys, un 8% entre 18 i 24, un 29% entre 25 i 44, un 18,6% de 45 a 60 i un 17% 65 anys o més.
L'edat mediana era de 35 anys. Per cada 100 dones de 18 o més anys hi havia 80,7 homes.
La renda mediana per habitatge era de 36.681 $ i la renda mediana per família de 45.260 $. Els homes tenien una renda mediana de 35.161 $ mentre que les dones 21.108 $. La renda per capita de la població era de 16.503 $. Entorn del 2,6% de les famílies i el 4,7% de la població estaven per davall del llindar de pobresa.

## Poblacions més properes
El següent diagrama mostra les poblacions més properes.